# Intel 80188
L'Intel 80188 è un microprocessore prodotto da Intel a partire dal 1980. Consiste in un processore Intel 80186 con un bus dati a 8 bit, invece che a 16. Questo lo rende meno costoso nel collegamento alle periferiche.